# Chloropteryx olvidaria
Chloropteryx olvidaria là một loài bướm đêm trong họ Geometridae.